# 大東亜戦争肯定論
『大東亜戦争肯定論』（だいとうあせんそうこうていろん）は、林房雄の歴史評論書。林は、大東亜戦争の開始を、オランダ・ボルトガル以外のアメリカやロシアなどの外国艦船（軍艦）が日本近海にしきりに出没し始めた1845年 （弘化2年）とし、西欧勢力の東漸に対する反撃として「大東亜百年戦争」を本質は解放戦争であると主張した。
林は戦後、GHQによる公職追放を受け、中間小説などを発表していたが、1963年（昭和38年）、『中央公論』9月号に「大東亜戦争肯定論」を発表して論壇再登場となった。

## 発表経過
最初は『中央公論』(1963年9月号 - 1965年6月号)に連載され、1964年から1965年にかけて正・続二冊にまとめられ番町書房から出版された。1976年に合冊本の改訂新版が、1984年に新書版が出され、2001年に復刻版が刊行された。東亜解放百年戦争史観にもとづく『緑の日本列島』が『東京新聞』に連載された。

## 内容
林は本書で、従来「太平洋戦争」と称された「大東亜戦争」の名称をあえて用い、これは「東亜百年戦争」とも呼ぶべき、欧米列強によるアジア侵略に対するアジア独立のための戦いであった、と述べた。同時に、その理念が捻じ曲げられ、「アジア相戦う」ことになったことを悲劇と見て、「歴史の非情」を感じると述べている。
後半は、幕末維新期の歴史に説き及び、西洋の衝撃に対して維新の志士たちがどれほど誠実に対処したかを論じるなど、話題は多岐に及ぶ。

### 武装せる天皇制
林は「日清・日露・日支戦争を含む「東亜百年戦争」を、明治・大正・昭和の三天皇は宣戦の詔勅に署名し、自ら大元帥の軍装と資格において戦った。男系の皇族もすべて軍人として戦った。「東京裁判」用語とは全く別の意味で「戦争責任」は天皇にも皇族にもある。これは弁護の余地も弁護の必要もない事実だ。」と主張した。

### 三島由紀夫による広告文
三島由紀夫は、同書の広告文として「これは比類なき史書である。行文の裏に詩が感じられる史書といふものを最近私は他に読んだことがない。この本は本当に生きものとしての日本及び日本人をとらへてゐる」と書いた。

## 「大東亜戦争肯定論」論争
昭和36年に上山春平が「大東亜戦争の思想史的意義」で太平洋戦争という呼称を占領下の所産と指摘し、戦中派として戦争の意味、意義を問うなど、占領権力による「太平洋戦争史観」しかなかったなかで、見直し史観が出されつつあった。昭和38年に林が大胆に「肯定論」を打ち出したことは驚きをもって受け止められ、昭和39年に上山は「再び大東亜戦争の意義について」で植民地再編成の戦争であると主張した。
昭和40年、林の「大東亜戦争肯定論」は、『中央公論』7月特大号で羽仁五郎の批判を受け、『中央公論』9月号の"特集・「大東亜戦争肯定論」批判"では、井上清、星野芳郎、吉田満、小田実らの批判を受けた。また、竹内好は、興亜と脱亜の両面から分析し、対中国戦争が侵略戦争であると主張した。

## パール論争
2007年、中島岳志は、小林よしのりが『戦争論』で『パール判決書』の一部分を都合よく切り取り、『大東亜戦争肯定論』の主張につなげることには大きな問題があると批判し、西部邁、牛村圭、八木秀次らを巻き込む論争に発展した。

## 論評
吉田裕によれば、山岡荘八が1962年から71年にかけ『講談倶楽部』や『小説現代』に連載した「小説太平洋戦争」には、林の議論の強い影響が感じられる、という。
丸川哲史によれば、叙述の形態は歴史学者がするような資料批判を通じたものではなく、「実感」を元にして展開された論である色彩が強いが、90年代以降の「新しい歴史教科書を作る会」に代表されるような「右」のイデオローグたちのように、「自虐史観」なる用語によって仮想敵たる「左」を押しのけようとする政治意図は薄い、という。
浜崎洋介は、竹内好が大東亜戦争開戦当時に議論された近代の超克について「日本近代史のアポリアの凝縮」だと評したことを挙げ、「その意味で言えば、林房雄が近代日本の戦争を、一つの「東亜百年戦争」として捉えたことも故なしとはしない。」と述べた。
辻田真佐憲は、同じ肯定論でもコミンテルン陰謀史観とは別格で、完成度が高く意外と説得力があると評している。